# LGV Madrid - Valladolid
La LGV Madrid – Valladolid, est une ligne à grande vitesse espagnole longue de 179,5 km reliant Valladolid à la gare de Madrid-Chamartín-Clara Campoamor. Elle est parcourue à la vitesse maximale de 300 km/h par des trains S-130 et S-102.

## Caractéristiques
Cette LGV a réduit les temps de trajet entre Madrid et Valladolid de 2 heures et demie à 56 minutes (vitesse moyenne de 192 km/h).
La ligne a coûté environ 4 205 M€ dont 700 pour des rénovations d'installation à Valladolid.
Elle comporte une station intermédiaire : la gare de Ségovie-Guiomar (pK 68.3)
Au pK 133.8 une bifurcation est prévue pour la future LGV vers la Galice.

## Ouvrages d'art
Les ouvrages d'art importants sur la ligne sont : 
- Le tunnel de Guadarrama long de 28 400 m
- Le tunnel San Pedro long de 8 930 m
- Le tunnel de tabladillo long de 2 km
- Le tunnel de la Puentecilla long de 1 900 m
- Le tunnel de pinar de antequera long de 1 km
- Le viaduc Arroyo del Valle long de 1 796 m et haut de 77,8 m.